# La Loi du désir
Pour plus de détails, voir Fiche technique et Distribution.
La Loi du désir (La ley del deseo) est un film espagnol réalisé par Pedro Almodóvar, sorti en Espagne en 1987.
C'est le premier lauréat du Teddy Award lors de la Berlinale 1987.

## Synopsis
Cinéaste et écrivain à la mode, Pablo Quintero mène une vie sentimentale et sexuelle des plus agitées. Son caractère difficile indispose Juan, son amant en titre. Pablo se livre alors à une drague effrénée, au cours de laquelle il rencontre Antonio, un garçon illuminé qui se laisse séduire par l’artiste. Parti en vacances chez ses parents, Antonio suggère à Pablo de lui écrire sous un pseudonyme féminin. Mais, excédé par les exigences agressives d’Antonio, Pablo décide de rompre avec le jeune homme. Celui-ci se rend dans le village andalou où Juan passe ses vacances et le tue.

## Fiche technique
- Titre original : La ley del deseo
- Titre français : La Loi du désir
- Réalisation : Pedro Almodóvar
- Scénario : Pedro Almodóvar
- Musique : Bernardo Bonezzi
- Photographie : Ángel Luis Fernández
- Montage : José Salcedo
- Direction artistique : Javier Fernández
- Costumes : José María de Cossío
- Sociétés de production : El Deseo S.A., Laurenfilm
- Pays d'origine :  Espagne
- Langue originale : espagnol
- Genre : comédie dramatique
- Format : couleur - 1,66:1 - 35 mm
- Durée : 102 minutes
- Dates de sortie :
  - Espagne : 7 février 1987 (Madrid) ; 12 février 1987 (Barcelone)
  - France : 16 mars 1988

## Distribution
- Eusebio Poncela (VF : Jean-Pierre Leroux ; VQ : Jean-Luc Montminy) : Pablo Quintero
- Carmen Maura (VF : Véronique Augereau ; VQ : Carole Chatel) : Tina Quintero
- Antonio Banderas (VF : Franck Capillery ; VQ : Alain Zouvi) : Antonio Benítez
- Miguel Molina (VQ : Jacques Brouillet) : Juan Bermúdez
- Fernando Guillén (VF : Pascal Renwick) : le premier inspecteur
- Manuela Velasco (VQ : Danièle Panneton) : Ada
- Nacho Martínez (VQ : Yves Massicotte) : le docteur Martin
- Bibi Andersen : la mère d'Ada
- Helga Liné : la mère d'Antonio
- Germán Cobos : le prêtre
- Fernando Guillén Cuervo : Le jeune inspecteur
- Rossy de Palma : la journaliste de télévision
- Marta Fernandez Muro (es) : la groupie
- Maruchi Leon (es) : la sœur de Juan
- Victoria Abril : l'amie de Juan
- Lupe Barrado : l'infirmière
- Agustin Almodóvar : l'avocat
- José Ramón Pardo : un policier
- Angie Gray : une jeune fille
- Hector Saurint : journaliste
- Pedro Almodóvar : le vendeur

## Musiques
- Chansons créées par Pedro Almodóvar, Fred Bongusto, Fany McNamara
- Autres musiques : Jacques Brel, M Navarro, Dmitri Chostakovitch, Igor Stravinsky, Los Panchos.
- Pedro Almodovar réutilise dans le film le morceau La soledad de gloria déjà entendu à la fin de son film précédent, Qu'est-ce que j'ai fait pour mériter ça ?

## Commentaires
La fin du monologue de La Voix humaine de Jean Cocteau est reprise dans le film, le personnage de Pablo Quintero l'adaptant et Tina jouant dans la pièce. Par ailleurs, Pedro Almodovar adaptera la pièce en anglais au cinéma avec Tilda Swinton en 2020.

## Distinctions
- Berlinale 1987 : Teddy Award